# Darci José Nicioli
Darci José Nicioli CSsR (ur. 1 maja 1959 w Jacutinga) – brazylijski duchowny katolicki, arcybiskup metropolita Diamantiny od 2016.

## Życiorys
Święcenia kapłańskie przyjął 8 marca 1986 w zakonie redemptorystów. Studiował teologię dogmatyczną na rzymskim Anselmianum. Był m.in. rektorem filozoficznej części seminarium w Campinas, radnym prowincjalnym, przełożonym zakonnego domu generalnego w Rzymie oraz rektorem bazyliki w Aparecidzie.
14 listopada 2012 papież Benedykt XVI mianował go biskupem pomocniczym archidiecezji Aparecidy oraz biskupem tytularnym Ficus. Sakry biskupiej udzielił mu 3 lutego 2013 kardynał Raymundo Damasceno Assis.
9 marca 2016 papież Franciszek mianował go arcybiskupem metropolitą Diamantiny.